# Джигирис, Михаил Николаевич
Михаил Николаевич Джигирис (6 октября 1925, с. Малый Чик, совр. Новосибирская область — 9 мая 1990, Новосибирск) — советский работник промышленности, руководитель новосибирского завода «Труд» (1966—1969, 1972—1986), заслуженный машиностроитель РСФСР.

## Биография
Родился 6 октября 1925 года в селе Малый Чик на территории современного Ордынского района Новосибирской области. Из семьи рабочего.
С 1943 года трудился инспектором по качеству угля (Прокопьевская районная инспекция). С 1945 по 1950 год проходил службу в Советской армии. В 1955 году окончил Осинниковский горный техникум, после чего был работником предприятия угледобычи в Кемеровской области. С 1957 года занимал должность начальника отдела топлива и горюче-смазочных предприятий Новосибирского совнархоза.
В 1962 году утверждён заместителем директора машиностроительного завода «Труд» (Новосибирск), в 1966 году назначен его директором. Работу совмещал с учёбой в Московском финансово-экономическом институте, который окончил в 1964 году. Под его руководством предприятие усовершенствовало свою продукцию, освоило при содействии академических и ведомственных НИИ выпуск нового горнорудного оборудования, механизировало трудоёмкие производственные процессы и наладило изготовление формовочных машин — роботов-манипуляторов для использования в цветной металлургии. При нём заводская продукция удастаивалась аттестатов первой и высшей категории.
В 1969—1972 годах председательствовал в Октябрьском райисполкоме Новосибирска.

## Награды
Ордена Трудового Красного Знамени и «Знак Почёта», медали, знаки.